# どこまでアバンチュール/ケアレス・ウィスパー
「どこまでアバンチュール/ケアレス・ウィスパー」は、1984年11月10日に発売された郷ひろみ52作目のシングル（両A面シングル）。

## 解説
「どこまでアバンチュール」は郷本人が作曲、作詞の「ヘンリー浜口」も郷のペンネーム。「ケアレス・ウィスパー」はワム!（Wham! featuring George Michael）のヒット曲である "Careless Whisper" をカバーしたもの。同じ曲をカバーした西城秀樹の「抱きしめてジルバ -Careless Whisper-」が既にヒットしていたため、本作発売に際してフジテレビ系『夜のヒットスタジオ』番組内で西城との「同一曲のカバー対決」が企画された。

## 収録曲
※両曲共に編曲：大村雅朗
1. どこまでアバンチュール（5分08秒）
作詞：ヘンリー浜口／作曲：郷ひろみ
2. ケアレス・ウィスパー
作詞・作曲：George Michael、Andrew Ridgeledy
日本語詞：ヘンリー浜口